# ماكسويل جيمس غرانت سمارت
ماكسويل جيمس غرانت سمارت (بالإنجليزية: Maxwell James Grant Smart)‏ هو مؤرخ وفلاح نيوزيلندي، ولد في 1896، وتوفي في 1972.